# Markelle Fultz
Markelle N'Gai Fultz, né le 29 mai 1998 à Upper Marlboro dans le Maryland, est un joueur américain de basket-ball évoluant au poste de meneur et mesurant 1,91 m.

## Biographie

### Carrière universitaire

#### Au lycée
En 2012, il commence ses études au lycée catholique DeMatha à Hyattsville dans le Maryland. Il se montre prometteur dans l’équipe de première année de DeMatha Stags,.
Le 21 août 2015, il donne son accord pour rejoindre l'université de Washington à Seattle.
Il termine sa carrière au lycée avec des chiffres exceptionnels en enregistrant le record de passes décisives en une saison avec 278, et mène l’équipe à son deuxième titre consécutif de championnat de conférence.
En mars 2016, il participe au McDonald's All-American Game dans l'équipe de l'Est au côté de Bam Adebayo, Jayson Tatum et De'Aaron Fox face à l'équipe de l'Ouest menée par Lonzo Ball.
Durant l'été 2016, il participe au championnat des Amériques des moins de 18 ans avec Team USA où il remporte la médaille d'or et est nommé MVP du tournoi.
À la fin de sa dernière année, Fultz est classé comme recrue cinq étoiles, au septième rang des meilleures recrues au classement général et au troisième rang des meilleurs meneurs de sa classe d'âge.

#### À l'université
En 2016, Fultz rejoint l'université de Washington et évolue avec l'équipe des Huskies de Washington.
Pour ses débuts universitaires face aux Bulldogs de Yale, Markelle Fultz marque 30 points, prend 7 rebonds et réalise 6 passes décisives.
Bien que les Huskies terminent avec un bilan décevant de neuf victoires pour 22 défaites, Fultz réalise l’une des meilleures saisons d'un première année de toute l’histoire de la conférence Pacific-12. À l'issue de la saison, il est nommé dans l'équipe type de la conférence Pacific-12 et dans la troisième équipe type du championnat de NCAA.
Après une seule saison universitaire, en mars 2017, il se déclare candidat à la draft 2017 de la NBA.

### Carrière professionnelle

#### 76ers de Philadelphie (2017-fév. 2019)
Markelle Fultz est drafté en 2017 en première position par les 76ers de Philadelphie.
Fultz se blesse à l'épaule en début de saison 2017-2018, et sa convalescence le tient éloigné des terrains jusqu'au printemps. La durée de sa convalescence, particulièrement longue, est le sujet de nombreux débats. Le 4 décembre 2018, Philadelphie annonce que son joueur souffre d'un syndrome du défilé thoracique, un problème nerveux qui handicape certains de ses mouvements, notamment de l'épaule.
Lors du dernier match de la saison régulière 2017-2018, Fultz devient le plus jeune joueur de l'histoire de la NBA à enregistrer un triple-double (13 points, 10 rebonds, 10 passes décisives), à l'âge de 19 ans et 317 jours, face aux Bucks de Milwaukee. Il bat ainsi le précédent record détenu par Lonzo Ball,.

#### Magic d'Orlando (fév. 2019-2024)
Le 7 février 2019, il est transféré au Magic d'Orlando en échange de Jonathon Simmons, un second tour de draft 2019 et un premier tour de draft 2020.
En décembre 2020, il signe une extension de contrat avec le Magic pour 50 millions de dollars sur trois ans. Il débute bien la saison (sur les 7 premiers matchs avant sa blessure, ses moyennes sont de 14,3 points et 6,1 passes décisives en 30 minutes de jeu) mais dès le début janvier, Fultz se rompt le ligament croisé antérieur sur le genou gauche le 6 janvier 2021 face aux Cavaliers de Cleveland. Il est forfait pour le reste de la saison 2020-2021. 
Il marque son retour le 1er mars 2022, après plus d'un an d'absence, lors de la victoire des siens face aux Pacers de l'Indiana (119 à 103) avec, au mois de février, une extension de son contrat pour 3 ans et 50 millions de dollars.

#### Kings de Sacramento (depuis février 2025)
En février 2025, il signe un contrat jusqu'à la fin de saison avec les Kings de Sacramento.

## Statistiques

### Universitaires
| Saison    | Équipe     | Matchs | Titul. | Min./m | % Tir | % 3pts | % LF | Rbds/m. | Pass/m. | Int/m. | Ctr/m. | Pts/m. |
| --------- | ---------- | ------ | ------ | ------ | ----- | ------ | ---- | ------- | ------- | ------ | ------ | ------ |
| 2016-2017 | Washington | 25     | 25     | 35,7   | 47,6  | 41,3   | 64,9 | 5,72    | 5,92    | 1,56   | 1,20   | 23,16  |
| Total     | Total      | 25     | 25     | 35,7   | 47,6  | 41,3   | 64,9 | 5,72    | 5,92    | 1,56   | 1,20   | 23,16  |

### Professionnelles

#### Saison régulière
| Saison    | Équipe       | Matchs | Titul. | Min./m | % Tir | % 3pts | % LF | Rbds/m. | Pass/m. | Int/m. | Ctr/m. | Pts/m. |
| --------- | ------------ | ------ | ------ | ------ | ----- | ------ | ---- | ------- | ------- | ------ | ------ | ------ |
| 2017-2018 | Philadelphie | 14     | 0      | 18,1   | 40,5  | 0,0    | 47,6 | 3,10    | 3,80    | 0,80   | 0,30   | 7,10   |
| 2018-2019 | Philadelphie | 19     | 15     | 22,5   | 41,9  | 28,6   | 56,8 | 3,70    | 3,11    | 0,90   | 0,30   | 8,20   |
| 2019-2020 | Orlando      | 72     | 60     | 27,7   | 46,5  | 26,7   | 73,0 | 3,30    | 5,10    | 1,30   | 0,20   | 12,10  |
| 2020-2021 | Orlando      | 8      | 8      | 26,9   | 39,4  | 25,0   | 89,5 | 3,10    | 5,40    | 0,90   | 0,30   | 12,90  |
| 2021-2022 | Orlando      | 18     | 3      | 20,0   | 47,4  | 23,5   | 80,6 | 2,70    | 5,50    | 1,10   | 0,30   | 10,80  |
| 2022-2023 | Orlando      | 60     | 60     | 29,6   | 51,4  | 31,0   | 78,3 | 3,9     | 5,7'    | 1,5    | 0,4    | 14,00  |
| Total     | Total        | 196    | 151    | 26,4   | 47,2  | 27,5   | 73,4 | 3,40    | 5,0     | 1,20   | 0,30   | 11,80  |

Mise à jour le 7 janvier 2021

#### Playoffs
| Saison | Équipe       | Matchs | Titul. | Min./m | % Tir | % 3pts | % LF | Rbds/m. | Pass/m. | Int/m. | Ctr/m. | Pts/m. |
| ------ | ------------ | ------ | ------ | ------ | ----- | ------ | ---- | ------- | ------- | ------ | ------ | ------ |
| 2018   | Philadelphie | 3      | 0      | 7,6    | 14,3  | 0,0    | 75,0 | 1,00    | 1,67    | 0,67   | 0,00   | 1,67   |
| 2020   | Orlando      | 5      | 5      | 29,3   | 40,0  | 37,5   | 85,7 | 2,20    | 5,20    | 1,00   | 0,60   | 12,00  |
| Total  | Total        | 8      | 5      | 21,2   | 37,3  | 37,5   | 81,8 | 1,75    | 3,88    | 0,88   | 0,38   | 8,12   |

Mise à jour le 12 septembre 2020

## Records sur une rencontre en NBA
Les records personnels de Markelle Fultz en NBA sont les suivants, :
| Type de statistique        | Saison régulière | Saison régulière          | Saison régulière | Playoffs | Playoffs             | Playoffs      |
| Type de statistique        | Record           | Adversaire                | Date             | Record   | Adversaire           | Date          |
| -------------------------- | ---------------- | ------------------------- | ---------------- | -------- | -------------------- | ------------- |
| Points                     | 28               | @ Clippers de Los Angeles | 18 mars 2023     | 15       | 2 fois               | 2 fois        |
| Paniers marqués            | 11               | 3 fois                    | 3 fois           | 6        | 3 fois               | 3 fois        |
| Paniers tentés             | 21               | @ Wizards de Washington   | 27 décembre 2020 | 15       | Bucks de Milwaukee   | 24 août 2020  |
| Paniers à 3 points réussis | 3                | Bucks de Milwaukee        | 8 février 2020   | 2        | Bucks de Milwaukee   | 24 août 2020  |
| Paniers à 3 points tentés  | 7                | Bucks de Milwaukee        | 8 février 2020   | 5        | @ Bucks de Milwaukee | 29 août 2020  |
| Lancers francs réussis     | 7                | plusieurs fois            | plusieurs fois   | 3        | Heat de Miami        | 14 avril 2018 |
| Lancers francs tentés      | 8                | plusieurs fois            | plusieurs fois   | 4        | Heat de Miami        | 14 avril 2018 |
| Rebonds offensifs          | 4                | Nuggets de Denver         | 26 mars 2018     | -        | -                    | -             |
| Rebonds défensifs          | 9                | @ Lakers de Los Angeles   | 15 janvier 2020  | 5        | Bucks de Milwaukee   | 24 août 2020  |
| Rebonds totaux             | 11               | @ Lakers de Los Angeles   | 15 janvier 2020  | 5        | Bucks de Milwaukee   | 24 août 2020  |
| Passes décisives           | 15               | Heat de Miami             | 10 avril 2022    | 7        | Bucks de Milwaukee   | 24 août 2020  |
| Interceptions              | 6                | Heat de Miami             | 3 janvier 2020   | 2        | 3 fois               | 3 fois        |
| Contres                    | 2                | 4 fois                    | 4 fois           | 1        | 3 fois               | 3 fois        |
| Balles perdues             | 6                | Pistons de Détroit        | 17 mars 2022     | 5        | Bucks de Milwaukee   | 22 août 2020  |
| Minutes jouées             | 40               | Pistons de Détroit        | 12 février 2020  | 32       | @ Bucks de Milwaukee | 29 août 2020  |

- Double-double : 10
- Triple-double : 2

Dernière mise à jour : 22 novembre 2023